# Die Neuen Österreicher
Die Neuen Österreicher war eine Aktion des österreichischen Radiosenders Ö3 zur Förderung österreichischer Pop-, Rock- und Alternativmusik. Begonnen hat diese Bewegung mit dem Auslandserfolg von Christina Stürmer und dem Bandwettbewerb Ö3 Soundcheck. Seither wurde der Anteil von Interpreten aus Österreich im Airplay des Senders um 9 % erhöht. Der Anteil von Kompositionen aus Österreich auf Ö3 stieg von 5 % (2006) auf 5,5 % (2007).
Der ORF wollte weiters bis 2011 den Anteil österreichischer Musik auf Ö3 um 2 Prozentpunkte pro Jahr gegenüber 2008 steigern. Dies wurde verfehlt, dem Höchststand von 8 % im Jahr 2010 folgte ein Absturz des "Österreicher-Anteils" auf nur 3,2 % im Jahr 2013. Nachdem im ersten Quartal 2014 der Anteil wieder auf 7 % gestiegen war, kam es aufgrund von Aussagen einer Ö3-Moderatorin zu einem Shitstorm. Mehrere Initiativen forderten einen höheren Anteil, woraufhin im Sommer 2014 bis zu 13 % des Programms von österreichischen Künstlern stammte.

## Aktion für „Licht ins Dunkel“
Im November 2007 veröffentlichten Die Neuen Österreicher den Song Kinder. Mitwirkende waren SheSays, Luttenberger*Klug, Mario Lang, Shiver, Leo Aberer, Zweitfrau, Eric Papilaya, Excuse Me Moses, Morton, Pristine und Herbstrock. Der Erlös des Verkaufs der Single kam der Spendenaktion Licht ins Dunkel zugute.
Am 9. Dezember 2007 stieg die Single auf Platz 1 in die Hörercharts des Senders Ö3 ein. In die Ö3 Austria Top 40 stieg die Single auf Platz 4 ein und war dort der am höchsten platzierte österreichische Beitrag.
Produziert wurde dieses Musikstück von Alexander Kahr.

## Interpreten (Auswahl)

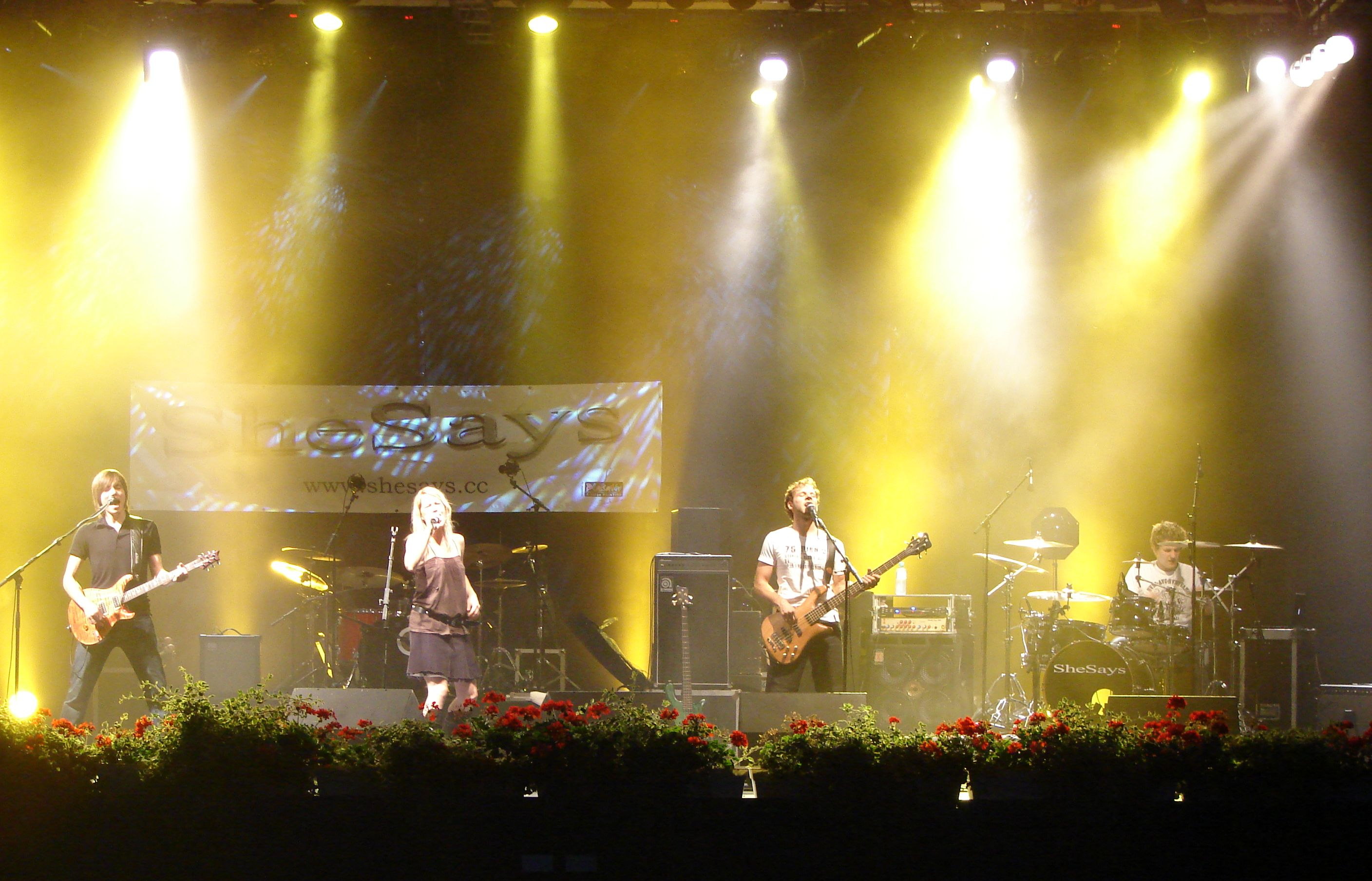
SheSays im August 2007

- Christina Stürmer
- SheSays
- Zweitfrau
- Leo Aberer
- Mondscheiner
- Vera
- Luttenberger*Klug
- Excuse Me Moses
- PBH Club
- Herbstrock
- Eric Papilaya
- Mario Lang
- Valérie Sajdik
- Shiver
- Morton
- Madita
- Coshiva
- The Whazz
- My Excellence
- Pristine